# Самос (город)
Са́мос (греч. Σάμος) — малый город в Греции, на северо-востоке острова Самос. Административный центр общины Анатолики-Самос и периферийной единицы Самос в периферии Северные Эгейские острова. Расположен амфитеатром на высоте 20 м над уровнем моря на восточном берегу бухты Вати. Главный порт острова, связан паромным сообщением с Пиреем. Население 6191 человек по переписи 2011 года. Вместе с соседним городом Вати составляет городскую агломерацию. Обслуживается аэропортом «Аристарх Самосский», расположенным в 15 км к юго-западу.
Построен в середине XVIII века как порт города Вати. Первоначально назывался Ялос (Γιαλός — «морской берег»), также Като-Вати (Κάτω Βαθύ — «Нижний Вати»). Получил развитие в период существования княжества Самос, когда стал административным центром острова. В 1834—1849 гг. назывался Стефанополь (Στεφανούπολη) по имени Стефана Вогориде, бея Самоса. После изгнания местными жителями бея городу вернули прежнее название. До 1958 года (ΦΕΚ 84Α) назывался Лимни-Ватеос (Λιμήν Βαθέος — «гавань Вати»).

## Сообщество
В сообщество Самос (Κοινότητα Σαμίων) входит 4 населённых пункта и 6 островов. Население 6251 человек по переписи 2011 года. Площадь 9,372 квадратных километров.
| Населённый пункт       | Население (2011), человек |
| ---------------------- | ------------------------- |
| Айия-Параскеви         | 26                        |
| Айос-Николаос (остров) | 0                         |
| Аспрохорти             | 11                        |
| Галазио                | 23                        |
| Диапорти (остров)      | 0                         |
| Касониси (остров)      | 0                         |
| Макронисо (остров)     | 0                         |
| Прасонисио (остров)    | 0                         |
| Самос                  | 6191                      |
| Стронгило (остров)     | 0                         |

## Население
| Год  | Население, человек |
| ---- | ------------------ |
| 1991 | 5968               |
| 2001 | 6309               |
| 2011 | ↘ 6191             |